# Carl Larsson

Śniadanie pod brzozą, akwarela z 1896

Carl Larsson (ur. 28 maja 1853 w Sztokholmie, zm. 22 stycznia 1919 w Falun) – szwedzki malarz i architekt wnętrz, reprezentant ruchu Arts and Crafts Movement. Tworzył głównie obrazy olejne, akwarele i freski, z czego popularność zyskał głównie dzięki akwarelom przedstawiającym idylliczne życie rodzinne.

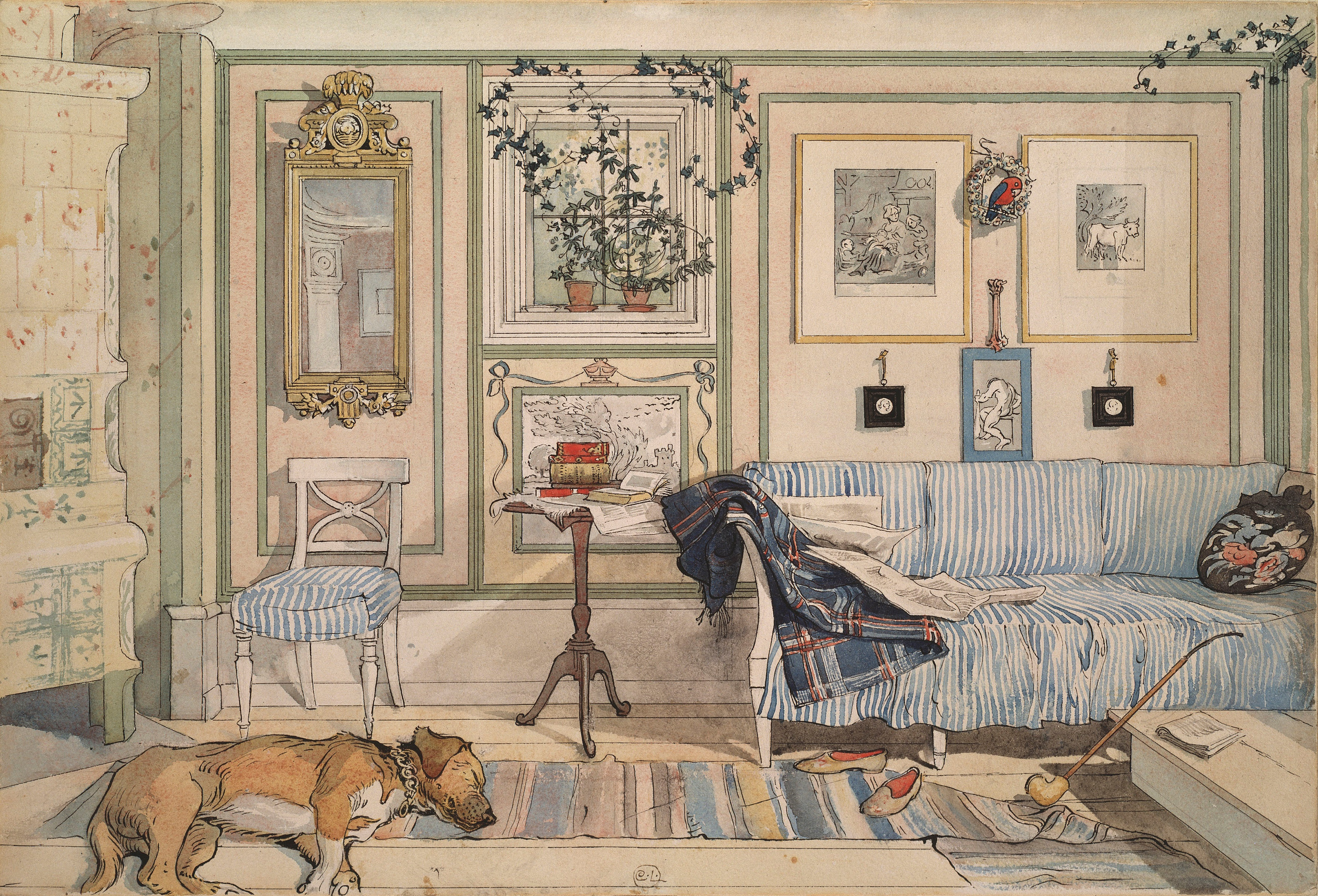
Przytulny kącik

Najbardziej znane dzieło Carla Larssona to olejny szkic Midvinterblot (obraz Carla Larssona) znajdujący się obecnie w Nationalmuseum.

## Biografia

### Dzieciństwo i wczesna młodość
Carl Larsson urodził się w Gamla stanie, starej dzielnicy Sztokholmu, 28 maja 1853 roku w biednej rodzinie. Jedyną nadzieją dla młodego Larssona był talent artystyczny, który objawił się w jego dzieciństwie. W wieku trzynastu lat jego nauczyciel namówił go, aby złożył podanie o miejsce w Principskolan, dziale przygotowawczym Szwedzkiej Królewskiej Akademii Sztuki.
Przez pierwsze lata w Principskolan Carl nie potrafił nawiązać relacji z rówieśnikami. Jego poczucie o niższości społecznej sprawiało, że uważał się za outsidera. To zmieniło się jednak w wieku szesnastu lat, gdy został przeniesiony do najniższego działu Szwedzkiej Królewskiej Akademii Sztuki. Wtedy też zyskał pewność siebie i wkrótce stał się jedną z najważniejszych postaci w kręgach studenckich.

### Kariera
Po ukończeniu Szwedzkiej Królewskiej Akademii Sztuki, Carl Larsson zajmował się ilustrowaniem książek, czasopism i codziennych gazet. Udał się również do Paryża, gdzie starał się zostać artystą, jednak mimo swojej ciężkiej pracy nie odniósł sukcesu.
Punkt zwrotny przyszedł w 1882 roku, kiedy przeprowadził się do kolonii skandynawskich artystów w Grez-sur-Loing pod Paryżem. Tam właśnie spotkał swoją przyszłą żonę Karin Bergöö i przeszedł artystyczną transformację porzucając olejne malarstwo tradycyjne na rzecz akwareli. Właśnie w Grez-zur-Loing namalował niektóre ze swoich najważniejszych obrazów.

### Małżeństwo i życie rodzinne
Carl i Karin pobrali się w 1883 roku i razem mieli ósemkę dzieci: (z których syn Mats zmarł w wieku dwóch miesięcy w 1895 roku) Suzanne 1884, Ulf 1887, Pontus 1888, Lisbeth 1891, Brita 1893, Kersti 1896 oraz Esbjörn 1900.
W 1888 roku ojciec Karin, Adolf Bergöö ofiarował rodzinie Lilla Hyttnäs – mały dom w Sundborn we wschodniej Dalarna. Lilla Hyttnäs stała się wspólnym projektem Carla i Karin, w którym ich talenty artystyczne znalazły wyraz w bardzo nowoczesnej i osobistej architekturze, kolorystyce i aranżacji wnętrz. Carl ze swoją małżonką własnoręcznie zaprojektował i wykonał większość mebli, a sam budynek zyskał sławę, gdy artysta postanowił zilustrować wnętrza w słynnym albumie Ett hem (W domu). Znalazły się w nim 24 ilustracje przedstawiające konkretne pomieszczenia domu, prezentujące oryginalny, autorski styl.
Akwarele Larssona uczyniły Lilla Hyttnäs jednym z najbardziej znanych domów na świecie.

## Obrazy
Poza zbiorem akwareli, Carl Larsson jest autorem fresków zdobiących ściany Nationalmuseum w Sztokholmie.
W 1894 roku Carl Larsson wziął udział w konkursie na projekt dekoracji klatki schodowej Nationalmuseum i w latach 1895–1908 stworzył dzieła prezentujące dzieje sztuki szwedzkiej i muzeum. W 1910 powstał pierwszy szkic Midvinterblot (Ofiara w przesilenie zimowe). Szkic zmieniany był jeszcze dwukrotnie, a jego ostateczna postać (farbą olejną na płótnie) Carl Larsson zaprezentował w 1915 roku. Nationalmuseum odrzuciło projekt i w 1916 roku szkic został przekazany galerii Liljevalchs. W 1942 znalazł się w Skissernas museum w Lund, a w 1982 został przeniesiony do Antikmuseum w Sztokholmie. Dopiero w latach 90. XX wieku szkic powrócił do Nationalmuseum i tam pozostał aż do dziś.

### Midvinterblot
Midvinterblot to szkic olejny o wymiarach 6,5 × 13,5 m. Przedstawiona na nim wielopostaciowa kompozycja przedstawia złożenie ofiary w dniu przesilenia zimowego. Inspiracją do obrazu była legenda przedstawiająca historię wikińskiego króla Szwecji, Domalda. Jest przedstawiony na obrazie jako nagi mężczyzna odziany jedynie w lisią skórę i klejnoty. Domald ma stać się tytułową ofiarą, dumnie wypychając pierś i czekając na cios zadany przez kata. Ten stoi tuż obok niego, trzymając w prawej dłoni ostrze i będąc odwrócony tyłem do widza. Kat pochyla głowę, wpatrując się w kapłana stojącego w centrum kompozycji.